# Asís
Asís (en latín: Asisium, en italiano: Assisi) es un municipio y ciudad italiana de la provincia de Perugia, en la región de Umbría.  
Según el censo de 2007, la municipalidad contaba con 26 000 habitantes en un término municipal de 187 km². La ciudad en sí cuenta con una población de cerca de 5500 personas. Tras las elecciones de 2006, el ayuntamiento está regido por Claudio Ricci (PdL).
Sede episcopal relevante, es además la ciudad donde nacieron san Francisco de Asís, fundador en 1208 de la orden Franciscana o «franciscanos», y las santas Clara de Asís (Chiara d’Offreducci), fundadora de la Orden de las hermanas pobres de Santa Clara o «clarisas», e Inés de Asís (Caterina d’Offreducci).

## Historia
Alrededor del año 1000 a. C. una ola de inmigrantes se estableció en el valle superior del Tíber llegando hasta el mar Adriático y también en los alrededores de Asís. Se trataba de los umbros, que vivían en pequeños asentamientos fortificados sobre terrenos en alto. Desde el año 450 a. C. estos asentamientos fueron gradualmente tomados por los etruscos. Los romanos controlaron el centro de Italia gracias a la batalla de Sentino en el año 295 a. C. Construyeron el floreciente municipium Asisium sobre una serie de terrazas del monte Subasio. Restos de estos tiempos romanos aún pueden encontrarse en Asís: las murallas ciudadanas, el foro (hoy Piazza del Comune), un teatro, un anfiteatro y el templo de Minerva (actualmente transformado en la iglesia de Santa Maria sopra Minerva).
En el año 238 Asís fue convertida al cristianismo por el obispo Rufino, quien fue martirizado en Costano. Según la tradición, sus restos descansan en la iglesia catedral de San Rufino, en Asís.
Los ostrogodos del rey Totila destruyeron la mayor parte de la ciudad en el 545. Así entonces cayó bajo el gobierno de los lombardos y luego del ducado de Spoleto franco.
La ciudad se convirtió en comuna gibelina independiente en el siglo XI. En constante lucha con la güelfa Perugia, fue durante una de aquellas batallas, la de Ponte San Giovanni, cuando Francesco di Bernardone cayó prisionero, lo que puso en marcha la serie de acontecimientos que con el tiempo le llevaron a vivir como un mendigo, renunciar al mundo y establecer la orden de los hermanos menores.
La Rocca Maggiore, la fortaleza imperial en lo alto de la colina sobre la ciudad, fue saqueada por el pueblo en el año 1189, pero reconstruida en 1367 por orden del legado papal, el cardenal Gil Álvarez de Albornoz.
La ciudad, que había quedado dentro de los confines de las murallas romanas, comenzó a expandirse en el siglo XIII. En este periodo la ciudad estaba bajo jurisdicción papal. En el principio, Asís cayó bajo el gobierno de Perugia y más tarde bajo varios déspotas, como el soldado de fortuna Biordo Michelotti, Gian Galeazzo Visconti, duque de Milán, Francesco I Sforza, otro duque de Milán, Jacopo Piccinino y Federico II da Montefeltro, señor de Urbino. La ciudad entró en franca decadencia tras la peste negra del año 1348. La ciudad volvió a dominio papal con Pío II (1458-1464).

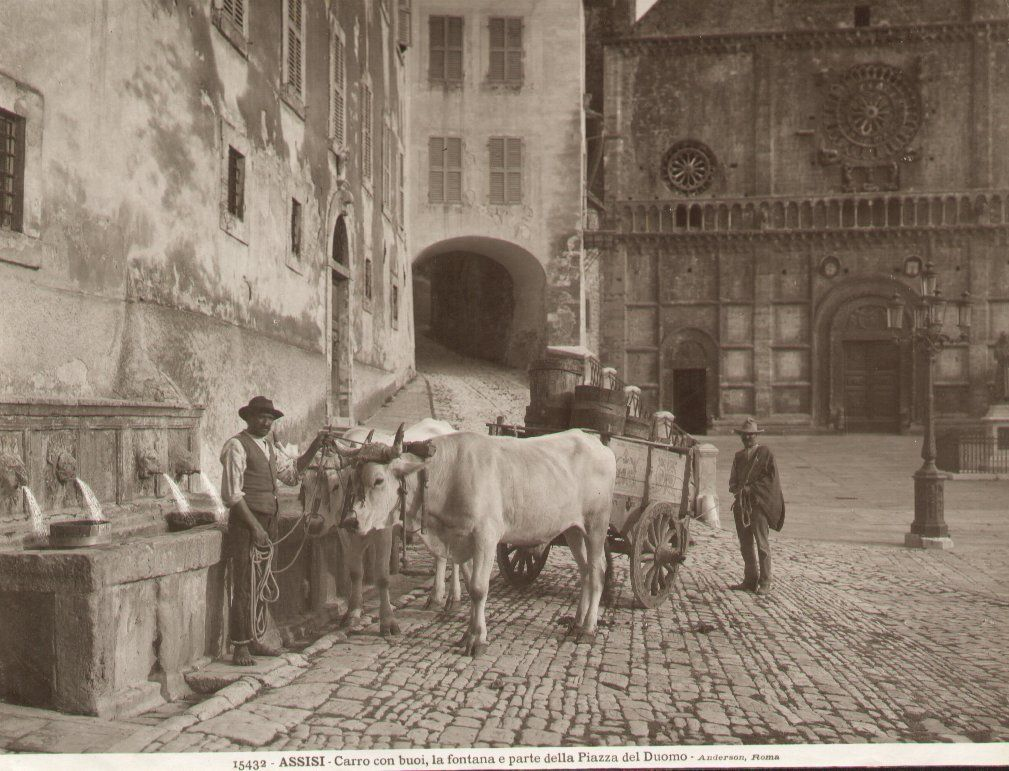
Plaza de la catedral,.

En 1569 se comenzó la construcción de la basílica de Santa María de los Ángeles. Durante el renacimiento y en siglos posteriores, la ciudad siguió desarrollándose en paz, según atestiguan los palacios del siglo XVII de los Bernabei y Giacobetti.
Actualmente es un gran centro de peregrinación. Asís está unida al lema de su hijo más conocido, san Francisco. El santo fundó la orden franciscana y comparte honores con santa Catalina como santo patrón de Italia. Se le recuerda por muchos, incluso los no cristianos, como amante de la naturaleza, siendo uno de los sucesos de su vida sus predicaciones a los pájaros.
Asís se vio afectada por dos devastadores terremotos que sacudieron Umbría en 1997, pero se ha producido una notable restauración, aunque aún queda mucho por hacer. Gran daño se causó a muchos lugares históricos, pero la principal atracción, la basílica de San Francisco, abrió menos de dos años más tarde.

## Patrimonio
La ciudad está dominada por un castillo medieval llamado “La Roca Mayor” construido por el cardenal Gil Álvarez de Albornoz (1367) al cual le hicieron añadiduras los papas Pío II y Paulo III.
- La Basílica de San Francisco de Asís, junto a otros lugares franciscanos de Asís, fue declarado Patrimonio de la Humanidad en 2000.[3] El convento franciscano y la iglesia menor y la mayor (basílica inferiore e superiore) de San Francisco se comenzaron a construir inmediatamente después de la canonización del mismo en 1228 y fueron concluidas en 1253. La iglesia menor cuenta con frescos que fueron restaurados por los famosos artistas medievales Cimabue y Giotto. En la iglesia mayor se hallan frescos de Giotto que representan escenas de la vida de San Francisco.
- Santa María la Mayor (Santa Maria Maggiore) la más antigua de las iglesias que se conserva.
- La Catedral de San Rufino cuenta con una fachada románica, tres rosetas y un interior del siglo XVI. Fue en parte construida sobre una cisterna romana.
- Santa Clara con sus innumerables rosetas y su simple interior gótico comenzó a ser construida en 1257 y contiene la tumba de la santa y frescos y pinturas del siglo XIII.
- Santa María de los Ángeles (Santa Maria degli Angeli) que alberga la Porciúncula, es la séptima iglesia del mundo en cuanto a dimensiones.

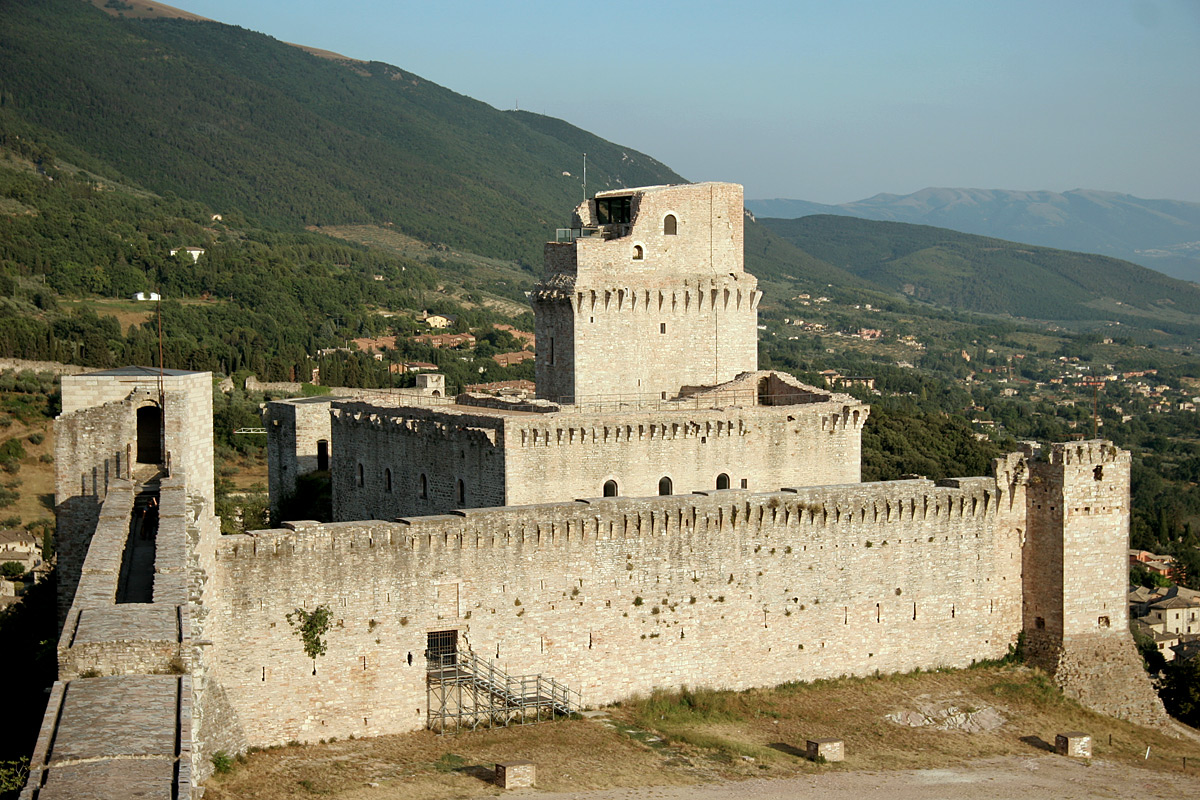
Rocca Maggiore
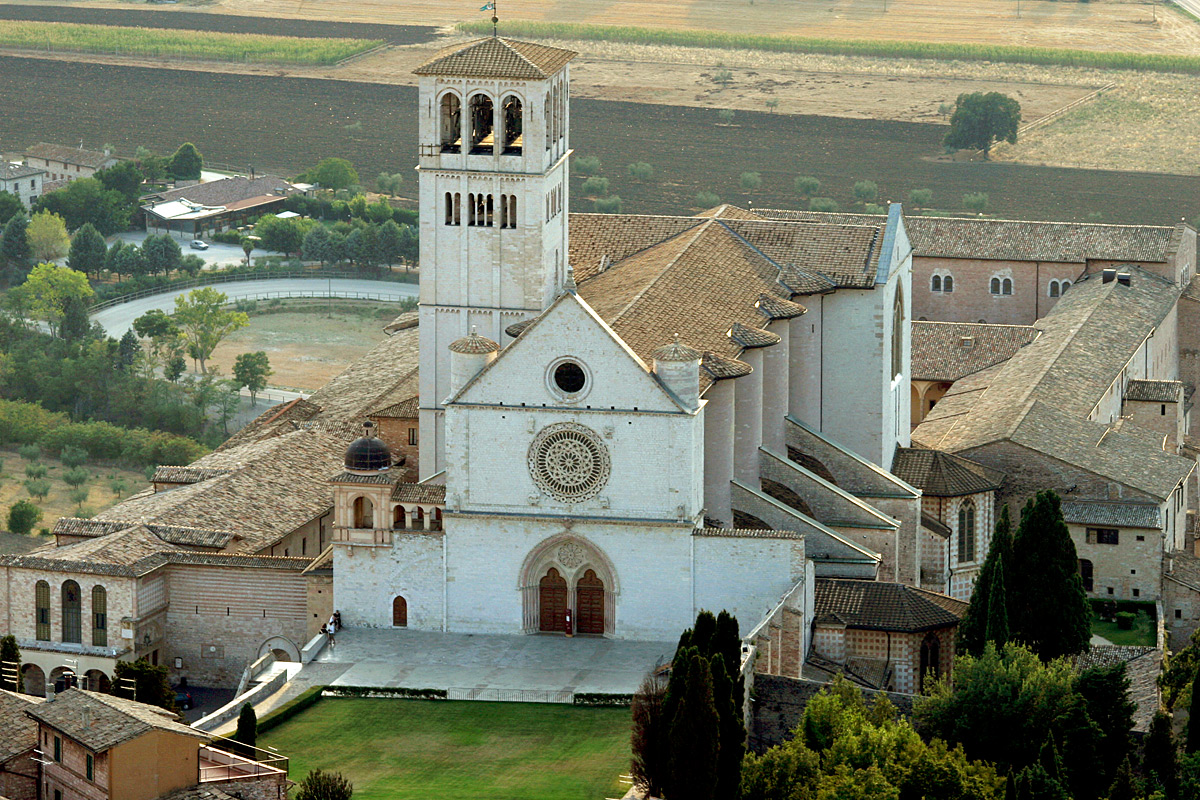
Basílica de San Francisco de Asís
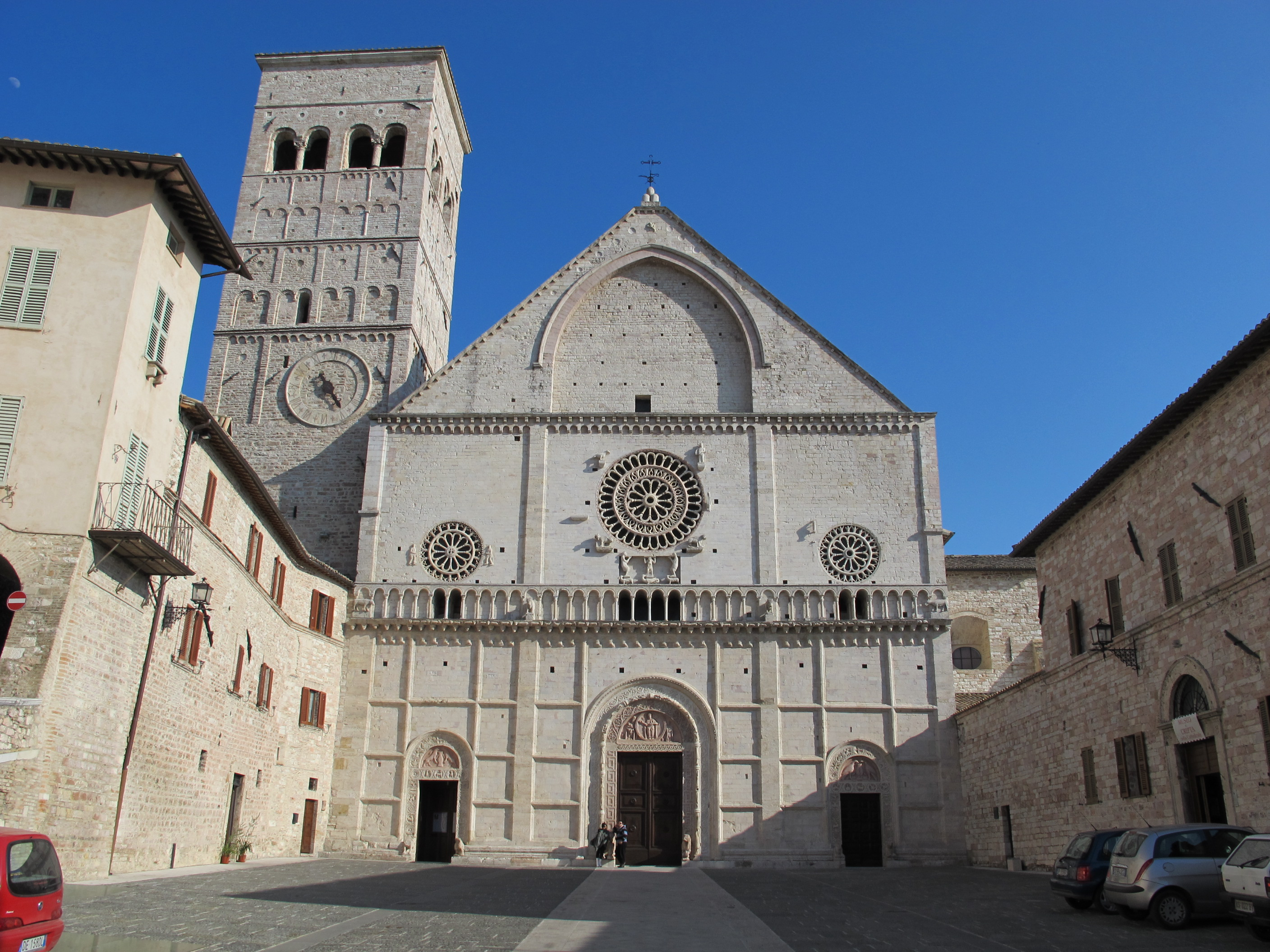
San Rufino
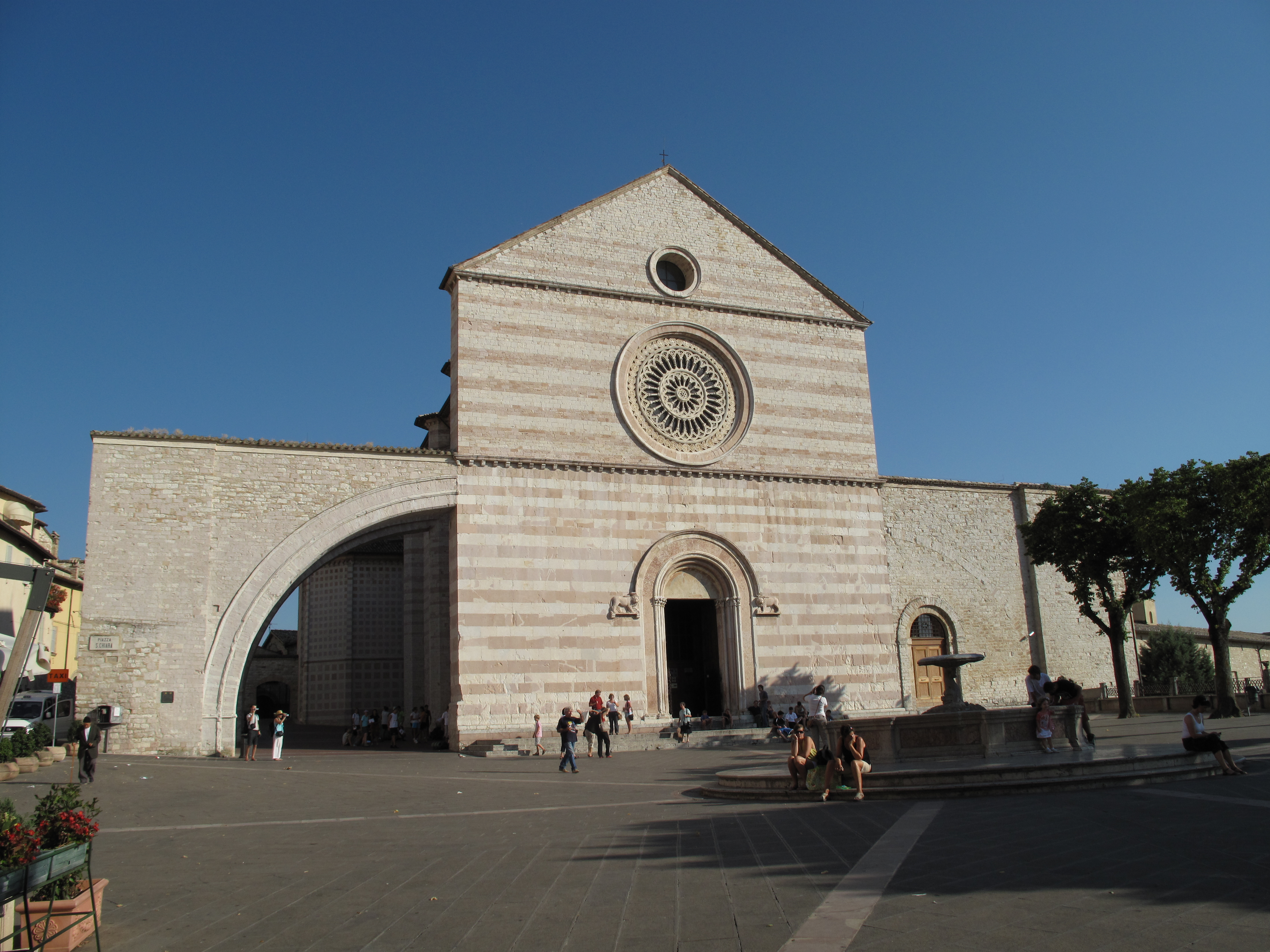
Iglesia de Santa Clara

## Demografía
| Gráfica de evolución demográfica de Asís entre 1861 y 2011 |
|                                                            |
| Fuente ISTAT - elaboración gráfica de Wikipedia            |

## Patrimonio de la Humanidad
«Asís, la Basílica de San Francisco y otros sitios franciscanos», fueron declarados Patrimonio de la Humanidad por la Unesco en el año 2000, con dos localizaciones:
| Código  | Nombre                                                                                       | País   | Año  | Coordenadas                                      |
| ------- | -------------------------------------------------------------------------------------------- | ------ | ---- | ------------------------------------------------ |
| 990-001 | Ciudad de Asís, San Damiano, Eremo delle Carceri, Santuario de Rivotorto y paisaje histórico | Italia | 2000 | 43°03′58.2″N 12°37′20.8″E / 43.066167, 12.622444 |
| 990-002 | Basílica de Santa María de los Ángeles y el palazzo del Capitano del Perdono                 | Italia | 2000 | 43°03′58.2″N 12°37′20.8″E / 43.066167, 12.622444 |

## Fracciones
- Armenzano
- Capodacqua
- Castelnuovo
- Costa di Trex
- Colle delle Forche
- Eremo delle Carceri
- Morra
- Palazzo
- Paradiso
- Passaggio d'Assisi
- Petrignano d'Assisi
- Pieve San Nicolò
- Porziano
- Rivotorto
- Rocca San Angelo
- San Damiano
- San Gregorio
- Santa Maria degli Angeli
- Santa Maria Lignano
- San Vitale
- Sterpeto
- Torchiagina
- Tordandrea
- Tordibetto

## Autoridades
- Alcaldesa (sindaco): Stefania Proietti (Independiente de Centro izquierda) desde el 19 de junio de 2016.

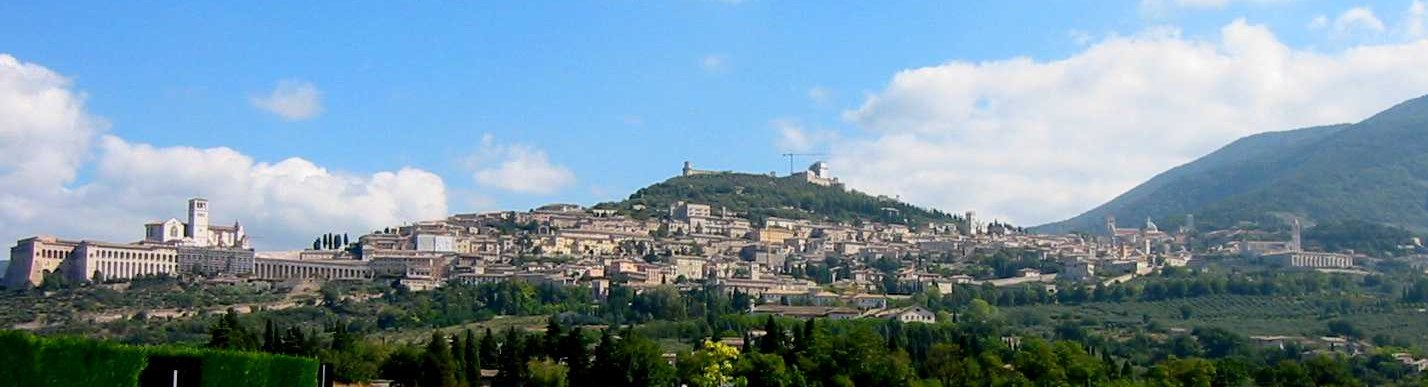
Panorama de Asís.

## Cultura
Los tejidos de Asís son peculiares y datan del siglo XII.